# Cerithiopsis tumida
Cerithiopsis tumida är en snäckart som först beskrevs av Bartsch 1907.  Cerithiopsis tumida ingår i släktet Cerithiopsis och familjen Cerithiopsidae. Inga underarter finns listade i Catalogue of Life.